# Smelowskia
Smelowskia là chi thực vật có hoa trong họ Cải.